# Let the Rhythm Hit 'Em
| Recensione | Giudizio |
| ---------- | -------- |
| AllMusic   | [ 1 ]    |
| The Source | [ 3 ]    |

Let the Rhythm Hit 'Em è il terzo album del duo hip hop statunitense Eric B. & Rakim, pubblicato nel 1990 dalla MCA. È inserito nella lista della rivista specializzata The Source tra i 100 migliori album hip hop di sempre.

## Tracce
Testi e musiche di Eric B. & Rakim.
1. Let the Rhythm Hit 'Em – 5:30
2. No Omega – 4:45
3. In the Ghetto – 5:22
4. Step Back – 4:24
5. Eric B. Made My Day – 5:05
6. Run for Cover – 4:46
7. Untouchables – 4:15
8. Mahogany – 4:41
9. Keep 'Em Eager to Listen – 4:40
10. Set 'Em Straight – 4:25